# کشند سرخ

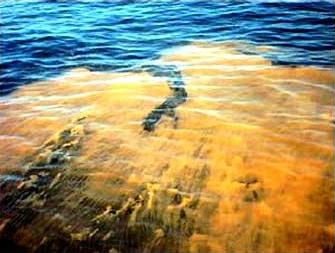
کشند سرخ

کشند سرخ یا آب‌سرخه یک پدیده دریایی است که بر اثر ازدیاد جمعیتی انفجارگونهٔ گروهی از جلبک‌ها اتفاق می‌افتد. مقدار معمول آن حدود ۲۰۰۰ عدد در لیتر است و به علت تغییر رنگ آب دریا به رنگ سرخ یا مایل به سرخ آن را کشند سرخ (موج سرخ) می‌گویند. بیشترین سهم شکل‌گیری کشند سرخ، حاصل موارد آلودگی آب همچون رواناب کشاورزی به اتفاق فاضلاب است.
پدیده کشند سرخ به تغییر رنگ آب دریا گفته می‌شود که طی آن جلبک‌هایی خاص شکوفا شده و موجب تغییر در رنگ آب دریا می‌شوند. وقوع این پدیده در خلیج فارس امری طبیعی است. آنچه این پدیده را در حال حاضر غیرطبیعی جلوه می‌دهد، ماندگاری بیش از حد این پدیده در آب‌های جنوب کشوراست. علل بروز این پدیده به‌طور کامل شناخته شده نیست اما به نظر می‌رسد ورود پساب‌های صنعتی و خانگی، وقوع زلزله‌های زیردریایی، حرکت خاص آب دریاها، چسبیدن جلبکها و سایر عوامل ایجاد این پدیده به کشتی‌ها و ورود آنها به آب‌های دیگر، دستکاری‌های انسان، وقوع طوفان گونو و غیره از علل بروز و تشدید این پدیده باشند. راه‌های مقابله با این پدیده در دست بررسی است. درحال حاضر متداول‌ترین روش برای مقابله با این پدیده، استفاده از خاک رس است. به نظر می‌رسد، پاشیدن خاک رس روی جلبک‌ها، موجب کاهش چشمگیر جمعیت آنها می‌شود. استفاده از روش‌های شیمیایی در آب دریا توصیه نمی‌شود. روش‌های بیولوژیکی نیز درحال حاضر دردست بررسی اند. به نظر می‌رسد، درحال حاضر بشر در مقابل این پدیده، بی دفاع و حیرت‌زده‌است.
دو عامل اصلی در ازدیاد این جلبک‌ها - که به فیتوپلانکتون‌ها معروف هستند - دما و مواد مغذی به‌خصوص مواد فسفردار و نیترات است. تخلیهٔ پساب‌های صنعتی و خانگی و کودهای شیمیایی که مملو از موادی چون نیترات‌ها و فسفات‌ها هستند در دریا موجب فراهم شدن غذای زیاد برای فیتوپلانکتون‌ها و ازدیاد آنی جمعیت آن‌ها می‌شود. تناوب تابش ابر-آفتاب و بارندگی کمک به سزایی در رشد این موجودات می‌کند و وزش طوفان و گردوغبار از طرف بیابان‌ها نیز باعث فراهم شدن ذرات آهن‌دار می‌شود.
بعضی از این فیتوپلانکتون‌ها از خود سم ترشح می‌کنند یا باعث فزونی اکسیژن با تک اتم می‌شود که باعث تخریب آبشش ماهی‌ها می‌شود یا با مرگ این فیتوپلانکتون‌ها، باکتری‌های تجزیه کننده بقایای مرده این فیتوپلانکتون‌ها اکسیژن محلول آب را مصرف می‌کنند و در نتیجه ماهی‌ها و دیگر آبزیان منطقه دچار حالت خفگی و کمبود شدید اکسیژن شده و در نهایت منجر به مرگ آنها می‌شود. یکی از گونه‌های مذکور، یک داینوفلاژله بنام آمفیدینیوم است که در سواحل ایرانی دریای عمان نیز گزارش شده‌است. پدیده کشند سرخ در دریای خزر، خلیج فارس و دریای عمان خسارات زیادی به ماهیگیران زده‌است.